# Georg Bottmann
Pour les articles homonymes, voir Bottmann.
Georg Bottmann (russe Egor Ivanovich Botman, allemand Georg von Bothmann), né le 26 février 1810 à Lübeck et mort le 18 septembre 1891 à Dresde, est un artiste allemand, peintre officiel de la Cour Impériale de Russie au XIXe siècle.

## Œuvres
Il reçoit le titre d'académicien portraitiste de Saint-Pétersbourg et de peintre officiel de la cour Impériale de Russie pour son Portrait de l'empereur Nicolas Ier. 
On lui doit deux portraits impériaux d'Alexandre II (1856 et 1875) et de Nicolas Ier de Russie (1849 et 1856), huit portraits d'amiraux russes conservés au Musée naval et au Musée de la Garde de Saint-Pétersbourg, un portrait du comte Alexandre von Benckendorff, du prince Illarion Vassilievitch Vassiltchikov, de Karl von Nesselrode ainsi que de nombreux autres de l'aristocratie russe. Ses œuvres sont aujourd'hui principalement exposées au Musée de l'Ermitage. 
Il est inhumé au cimetière Alter Annenfriedhof de Dresde.

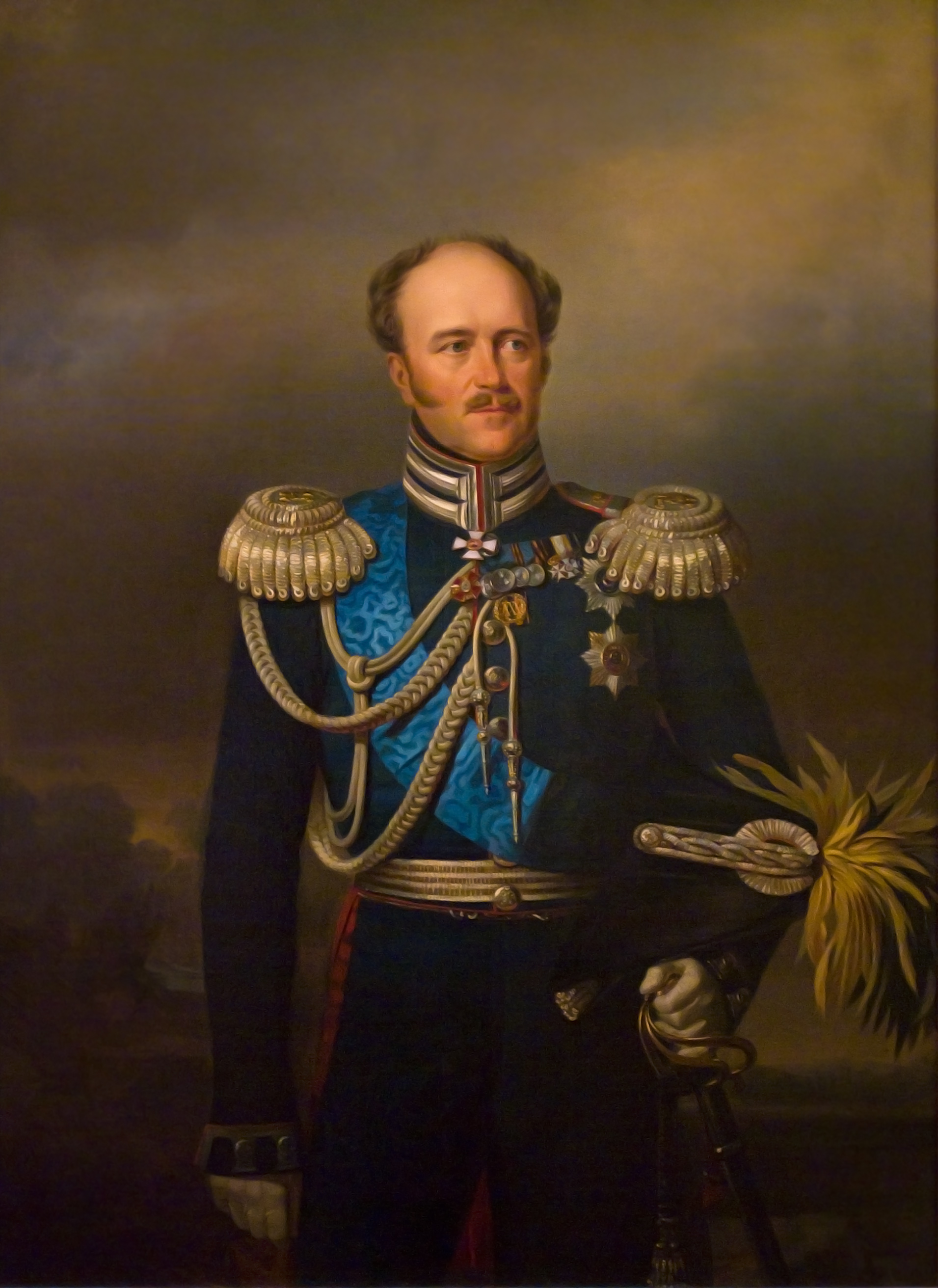
Alexandre von Benckendorff
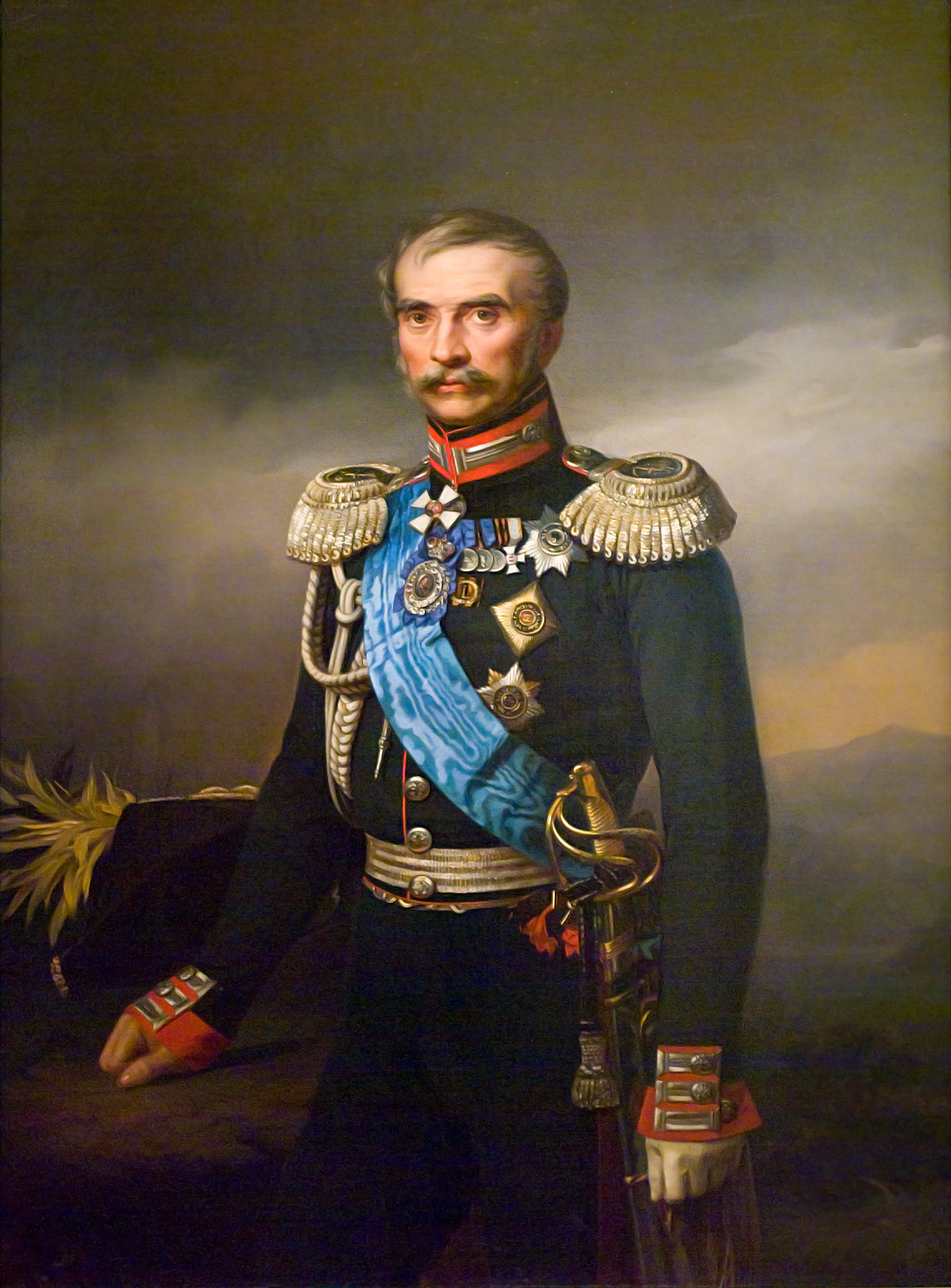
Prince Illarion Vassilievitch Vassiltchikov
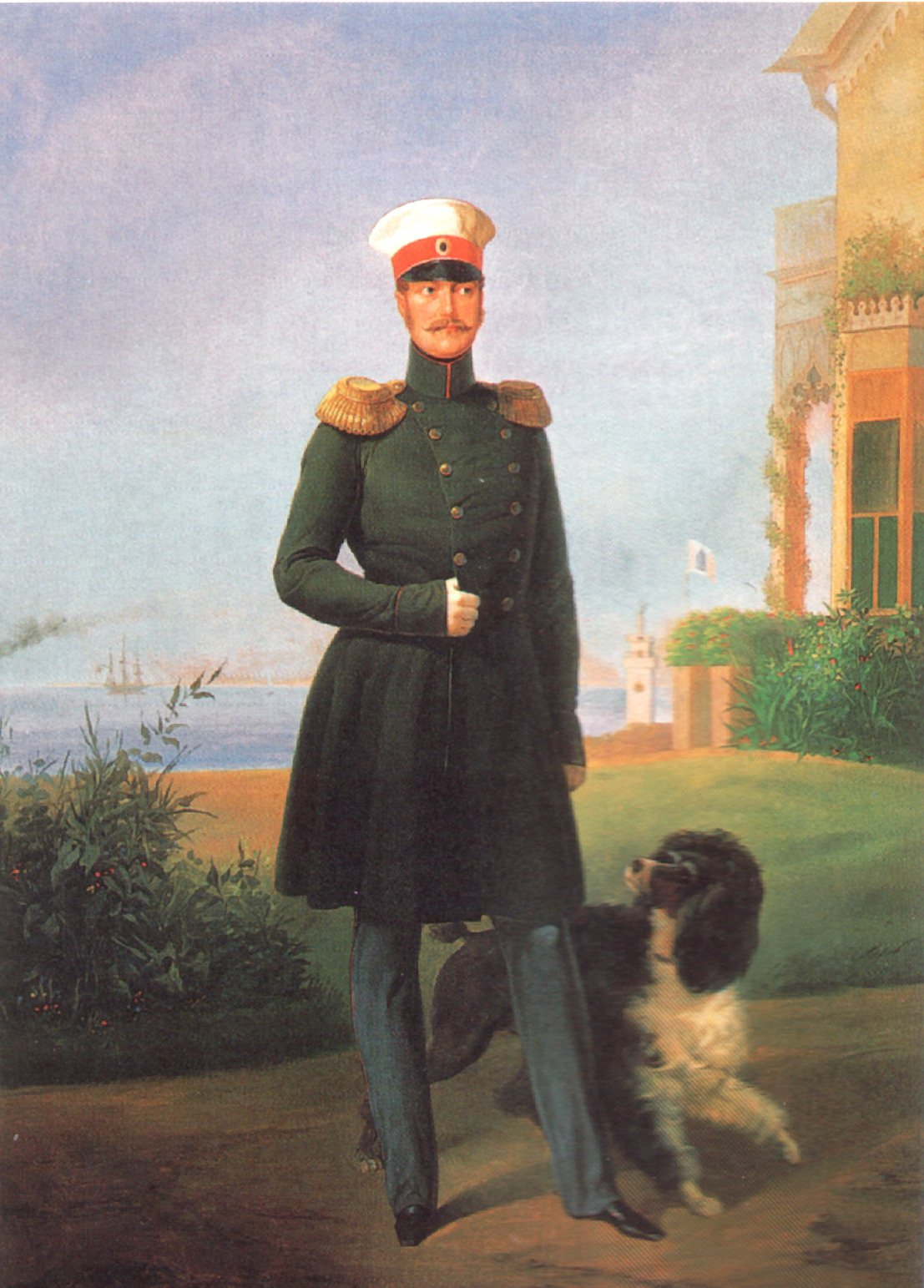
Nicolas Ier de Russie
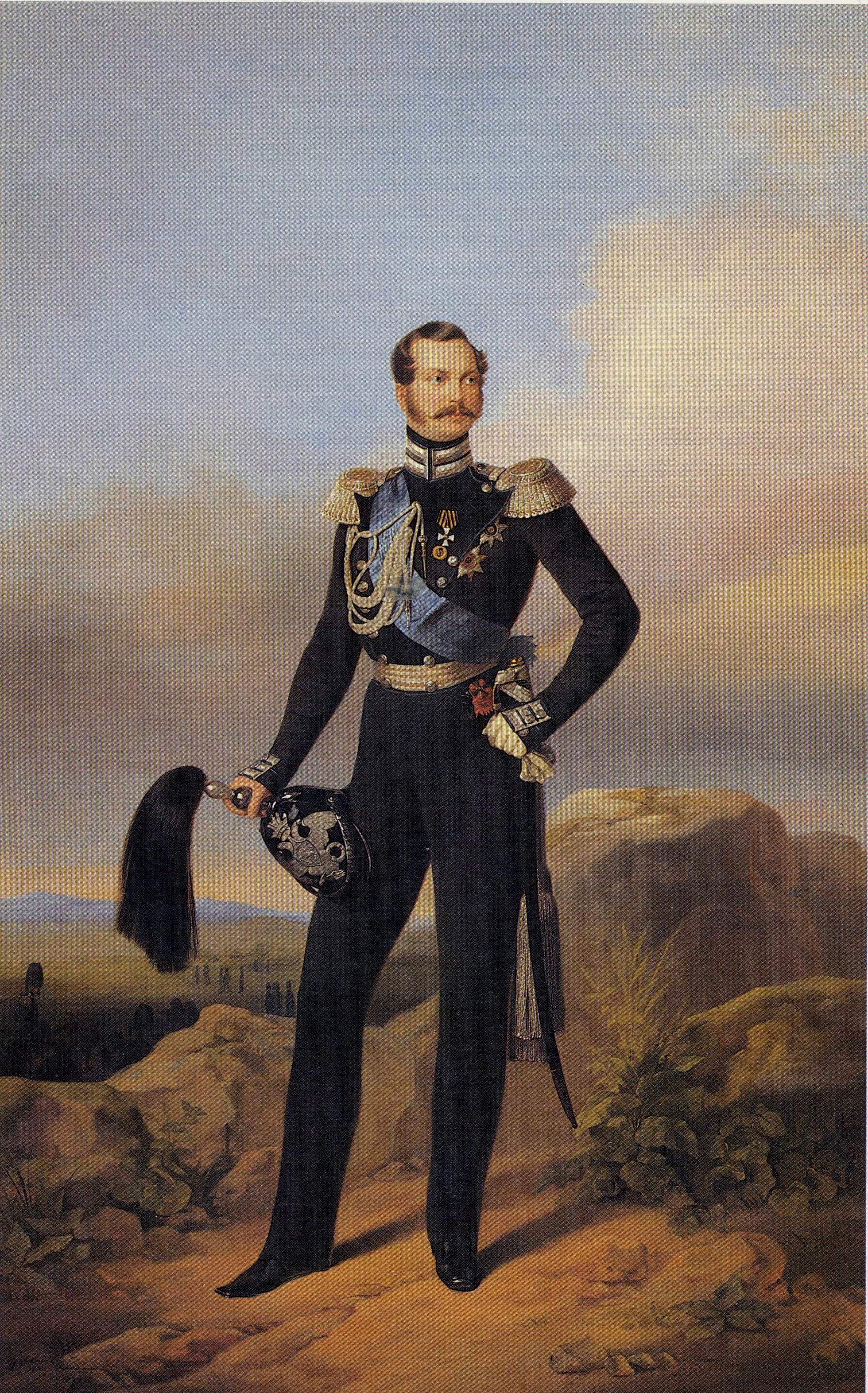
Alexandre II de Russie.
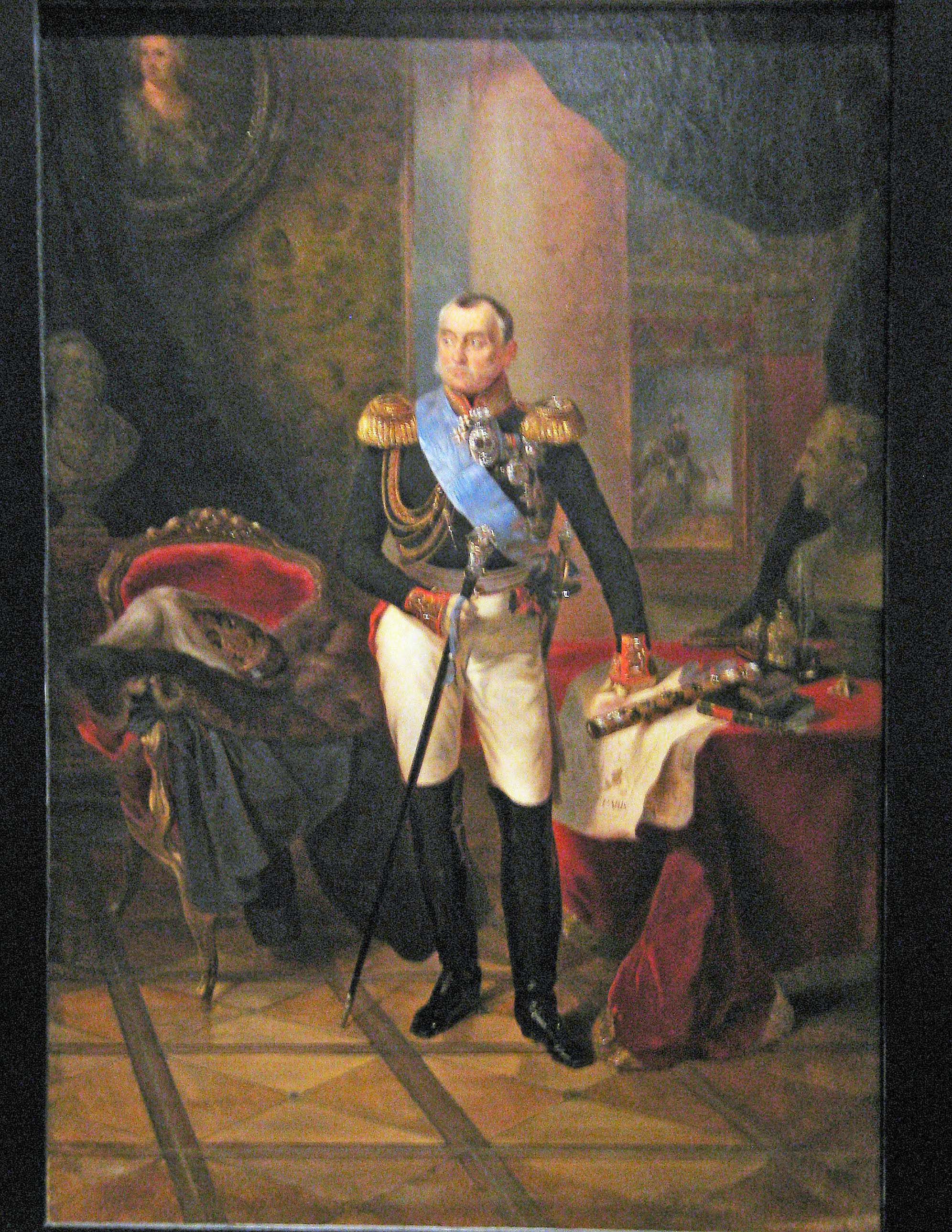
Pyotr Mikhailovich Volkonsky